# Андре Шембри
Андре Шембри (на малтийски: André Schembri) е малтийски футболист, нападател, който играе за Боавища.

## Кариера
Шембри започва професионалната си кариера в отбора на Хибърниънс през сезон 2002/03. Участва в 7 мача, но не успява да се разпише, а Хибърниънс завършва на четвърто място. През следващия сезон Шембри е титуляр в 26 мача и отбелязва 5 гола, а тимът завършва на трето място. На полусезона 2004/05 поради добрите си изяви, Андре Шембри преминава в елитния Марсашлок през януари 2005 г. В първия си цял сезон, записва 24 мача и 11 гола с Марсашлок. Тогава Шембри получава повиквателна за националния отбор на Малта. През сезон 2006/07 печели титлата. Преотстъпен е на германския Айнтрахт Брауншвайг, който играе в регионалната лига север през сезон 2007/08, като помага на отбора да се класира в трета лига. На 30 юни 2008 г. преминава под наем в Карл Цайс Йена, който предния сезон изпада от втора бундеслига. Дебютира на 26 юли 2008 г. в мач срещу Ян Регенсбург, който завършва 2:2. Накрая на сезона, Карл Цайс Йена завършва на 16-о място. На 19 юни 2009 г. е трансфериран в отбора на Аустрия Кярнтен, който се състезава в австрийската бундеслига. На 17 юли 2009 г. дебютира при загубата с 1:3 срещу Вайнер Нойщадт. В началото на 2010 г. преминава във Ференцварош. На 26 септември 2010 г. отбелязва хеттрик за 3:1 срещу Вашаш. След като договорът му с унгарците изтича, през юли 2011 г. преминава в тима на Олимпиакос Волу от гръцката суперлига. На 14 юли 2011 г. играе срещу сръбския Рад в квалификация за Лига Европа. Поради скандал с уговорени мачове, УЕФА изхвърля клуба от турнирите, а на 23 август 2011 г. Олимпиакос е изхвърлен в Делта етники. Шембри е свободен агент и през септември преминава в друг гръцки клуб – Паниониос. На 20 август 2012 г. се присъединява към Омония, където играе до 2014 г. След това напуска и играе за Франкфурт. Там остава само половина година, след което се завръща в Омония.

### Национален отбор
Първият мач на Андре Шембри за националния отбор е на 4 юни 2006 г. в приятелска среща с Япония 0:1. Шембри вкарва първия си гол срещу Унгария на 11 октомври 2006 г. в квалификация за Евро 2008. Мачът завършва с победа за малтийците с 2:1, като това е първа победа от 13 години дотогава.

## Отличия

### Марсашлок
- Малтийска Премиер лига (1): 2006/07

## Личен живот
Андре Шембри е син на бившия футболист на Гзира Юнайтед и малтийския национален отбор Ерик Шембри и внук на бившия халф на Слима Уондърърс и Малта – Салвину Шембри.